# In den Zügen
In den Zügen är en ravin i Schweiz.   Den ligger i kantonen Graubünden, i den östra delen av landet, 180 km öster om huvudstaden Bern. In den Zügen ligger 1 391 meter över havet.
Terrängen runt In den Zügen är huvudsakligen bergig. In den Zügen ligger nere i en dal. Närmaste större samhälle är Davos, 12,1 km nordost om In den Zügen. 
Trakten runt In den Zügen består i huvudsak av gräsmarker. Runt In den Zügen är det mycket glesbefolkat, med 3 invånare per kvadratkilometer.